# Helmut Lotti

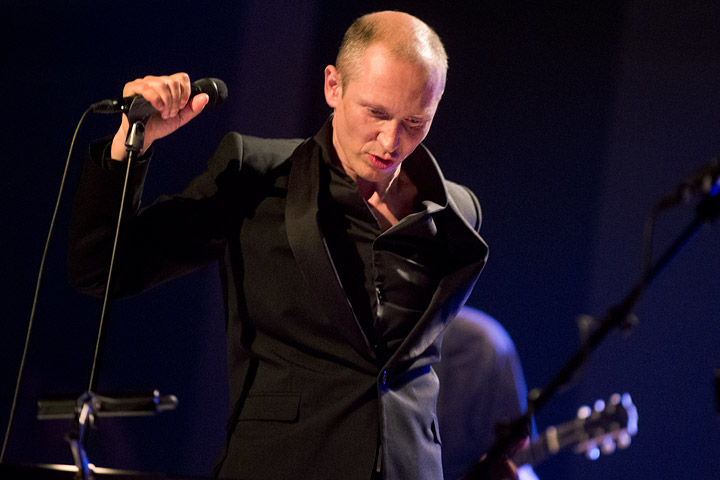

Helmut Lotti (nacido Helmut Barthold Johannes Alma Lotigiers el 22 de octubre de 1969 en Gante), es un tenor belga, cantante y compositor. Lotti interpreta  en varios estilos y lenguajes:  Gran admirador e imitador de Elvis Presley, ha cantado éxitos africanos y  latinoamericanos  ha incursionado en la música clásica en la década de 1990.
Hijo de Luc Lotigiers y Rita  Lagrou, Lotti comenzó su carrera como cantante con un estilo visual y de canto  en una imitación obvia de Elvis Presley, y fue descrito como "El Nuevo Elvis". Sus dos primeros álbumes fueron Vlaamse Nachten ("Noches flamencas", 1990) y Alles Wat Voel Ik ("todo lo que siento", 1992). Después de algunos álbumes más, cambió de dirección en 1995 con el primero  de lo que se convirtió en una larga serie de "Helmut Lotti Goes Classic" álbumes, los cuales aumentaron su popularidad. Desde el año 2000 ha realizado grabaciones exitosas de música tradicional tanto latinoamericana como africana y rusa.
Helmut Lotti canta con fluidez en su lengua materna holandesa, así como en afrikáans, inglés, francés, alemán, ruso, ucraniano, hebreo, italiano, latín y español. Ha vendido más de 13 millones de álbumes en todo el mundo y recibió más de 90 discos  de platino y  70  de oro.
Lotti hace trabajo voluntario como un embajador de la UNICEF. Lotti participó en los 0110 conciertos contra el racismo y la extrema derecha, organizado por Tom Barman.